# NGC 80
Az NGC 80 egy lentikuláris galaxis az Andromeda (Androméda) csillagképben.

## Felfedezése
Az NGC 80 galaxist John Herschel fedezte fel 1828. augusztus 17-én.

## Tudományos adatok
A galaxis 5698 km/s sebességgel távolodik tőlünk.